# Ernte (1936)
Ernte ist ein 1936 in Österreich produzierter Film, der von Géza von Bolváry inszeniert wurde, mit Paula Wessely, Attila Hörbiger und Artúr Somlay. Er ist auch unter dem Titel Die Julika bekannt. Die Uraufführung erfolgte in Ungarn, am 25. Oktober 1936, die deutsche Erstaufführung am 1. Dezember in Berlin, in Wien kam der Film erst 1937 heraus.

## Handlung
Österreich-Ungarn, die  k. u. k. Monarchie. Großgrundbesitzer Georg von Tamassy wurde von seiner Geliebten verlassen und will ihr nun hinterherreisen. Trotz der Warnungen seines Kutschers Johann und dessen Tochter Julika ignoriert er dabei einen schweren Sturm mit Hochwasser und kommt bei der Fahrt zusammen mit Johann, der aus Pflichtgefühl nachgegeben hatte, um. Da er seien Besitz heruntergewirtschaftet hatte, muss sein Sohn und Erbe, Rittmeister Karl von Tamassy, mehr als 90 % des Landes verkaufen und der gesamten Dienerschaft kündigen. Zusammen mit Julika, die die Kündigung verweigert hat, bewirtschaftet er das verbliebene Land mit dem Ziel, das Gut wiederaufzubauen. Da die beiden nun allein dort wohnen, wird die zuvor beliebte Julika nun von den Dorfbewohnern geschnitten. Bereits nach einem Jahr kann er sich einen Teil seines Landes zurückkaufen.
Nachdem die junge Adlige Grit von Hellmers, die bei einem Nachbarn zu Gast ist, mit dem Pferd durch ein fast erntereifes Feld geritten ist und Tamassy, der sie daran hindern wollte, mit ihrer Reitgerte geschlagen hat, eilt Tamassy zu dem Nachbarn, um Genugtuung in einem Duell zu bekommen. Julika will mitkommen (sie darf ja eine Frau schlagen), muss aber auf dem Hof bleiben. Grit entschuldigt sich aber sofort und nötigt zusammen mit ihrem Gastgeber Talmassy, zu der gerade beginnenden Party zu bleiben. Talmassy verliebt sich in Grit und will ihr einen Heiratsantrag machen. Grit muss zurück nach Wien. Sie will aber schon am nächsten Tag zurückkommen, daher verspricht Talmassy, nicht mit der anstehenden Ernte zu beginnen, bis sie zurück ist.
Talmassy wartet mehrere Tage, doch Grit kommt nicht. Die Erntehelfer, die einen Anteil von der Ernte bekommen sollen und ihren Ertrag schwinden sehen, beginnen gegen den Befehl mit der Ernte. Talmassy kann sie nur mit einem Gewehr zum Aufhören bringen. Schließlich will er die Situation mit einem Brief an Grit klären, den Julika zum Bahnhof bringen soll. Diese fährt aber gleich nach Wien um Grit zu Talmassy zu bringen, diese aber weigert sich und zerreißt den Brief. Wieder zurück auf dem Gut will Julika wegen ihres Versagens kündigen. Dieses Mal lehnt aber Talmassy ab und die Ernte beginnt nun. Gerade noch rechtzeitig, wie sich herausstellt. Noch auf dem Feld hält Talmassy um Julikas Hand an. Diese akzeptiert gerne, geht zum nächsten Flurkreuz und deklamiert ein Dankesgebet:
Herr dort oben, dich zu loben steh ich vor dir

Reichen Segen aller Wegen schenktest du mir

Dass mir fruchtbar werde, Heimatland und Erde.

Herr der Welten, drum soll gelten heut mein Dank dir.

## Hintergründe
Ernte war einer von zwei Spielfilmen, die von Paula Wesselys 1935 gegründeter Produktionsfirma Vienna-Film ges. m. b. H. produziert wurden. Außerdem war es ihr erster gemeinsamer Film mit ihrem Ehemann Attila Hörbiger. 
Die Aufnahmen zum Film entstanden in den Rosenhügel-Filmstudios in Wien, die Außenaufnahmen wurden im Umfeld der Stadt gedreht. Als fiktiver Bahnhof "Farkasfalva" dient die Station Tattendorf der Aspangbahn, zu sehen ist auch ein Zug mit einer Lokomotive der Baureihe EWA IIa. Obwohl auf den Waggons das Kürzel der ungarischen Staatsbahn MAV aufgemalt wurde, kann man daneben unschwer den Schriftzug EWA (Eisenbahn Wien-Aspang) erkennen.

## Kritiken
Das Lexikon des internationalen Films sah ein „[ü]beraus rührseliges und bodenständiges Heimatstück.“
In der Kritik auf Film.at wird Ernte als „Schmachtfetzen“ und als „genuin unecht“ bezeichnet. Heute überzeuge der Film „vor allem aufgrund seiner unfreiwillig, aber überwältigend komischen Elemente.“
Ernte wurde auch als austrofaschistischer Tendenzfilm bezeichnet; selbst der damalige deutsche Reichspropagandaminister Joseph Goebbels empfand ihn als „kitschig“ und „zu dick aufgetragen.“